# Buellas
Buellas [bɥɛlas]   est une commune française, située dans le département de l'Ain en région Auvergne-Rhône-Alpes.
Ses habitants sont appelés les Buellassiens.

## Géographie
Buellas est située entre la plaine bressane et le plateau dombiste. La particularité de cette commune est qu'elle était historiquement partagée entre le bourg de Buellas où se trouve la mairie et l'église romane Saint Martin, et le hameau de Corgenon, qui a pendant longtemps disposé de sa propre école, de son bureau de vote, de sa poste, et d'une certaine fierté, renforcée par la traversée de la route de Trévoux. Dans les années 1980, la municipalité a œuvré pour regrouper ses forces avec un nouveau groupe scolaire inauguré par Jacques Chanel, puis une nouvelle salle des fêtes par Daniel Crétin, puis un bureau de vote et une liste unique pour les élections municipales.

### Climat
Pour des articles plus généraux, voir Climat d'Auvergne-Rhône-Alpes et Climat de l'Ain.
En 2010, le climat de la commune est de type climat océanique dégradé des plaines du Centre et du Nord, selon une étude du CNRS s'appuyant sur une série de données couvrant la période 1971-2000. En 2020, Météo-France publie une typologie des climats de la France métropolitaine dans laquelle la commune est dans une zone de transition entre le climat semi-continental et le climat de montagne et est dans la région climatique Bourgogne, vallée de la Saône, caractérisée par un bon ensoleillement (1 900 h/an), un été chaud (18,5 °C), un air sec au printemps et en été et des vents faibles.
Pour la période 1971-2000, la température annuelle moyenne est de 11,4 °C, avec une amplitude thermique annuelle de 17,9 °C. Le cumul annuel moyen de précipitations est de 1 049 mm, avec 11,5 jours de précipitations en janvier et 7,9 jours en juillet. Pour la période 1991-2020, la température moyenne annuelle observée sur la station météorologique de Météo-France la plus proche, « Ceyzériat_sapc », sur la commune de Ceyzériat à 15 km à vol d'oiseau, est de 11,7 °C et le cumul annuel moyen de précipitations est de 1 032,6 mm,. Pour l'avenir, les paramètres climatiques de la commune estimés pour 2050 selon différents scénarios d'émission de gaz à effet de serre sont consultables sur un site dédié publié par Météo-France en novembre 2022.

## Urbanisme

### Typologie
Au 1er janvier 2024, Buellas est catégorisée bourg rural, selon la nouvelle grille communale de densité à 7 niveaux définie par l'Insee en 2022.
Elle appartient à l'unité urbaine de Buellas, une agglomération intra-départementale dont elle est ville-centre,. Par ailleurs la commune fait partie de l'aire d'attraction de Bourg-en-Bresse, dont elle est une commune de la couronne,. Cette aire, qui regroupe 80 communes, est catégorisée dans les aires de 50 000 à moins de 200 000 habitants,.

### Occupation des sols
L'occupation des sols de la commune, telle qu'elle ressort de la base de données européenne d’occupation biophysique des sols Corine Land Cover (CLC), est marquée par l'importance des territoires agricoles (73,9 % en 2018), en diminution par rapport à 1990 (76,8 %). La répartition détaillée en 2018 est la suivante : 
terres arables (46,4 %), zones agricoles hétérogènes (23,5 %), zones urbanisées (15,8 %), forêts (8 %), prairies (4,1 %), eaux continentales (2,3 %).
L'évolution de l’occupation des sols de la commune et de ses infrastructures peut être observée sur les différentes représentations cartographiques du territoire : la carte de Cassini (XVIIIe siècle), la carte d'état-major (1820-1866) et les cartes ou photos aériennes de l'IGN pour la période actuelle (1950 à aujourd'hui).

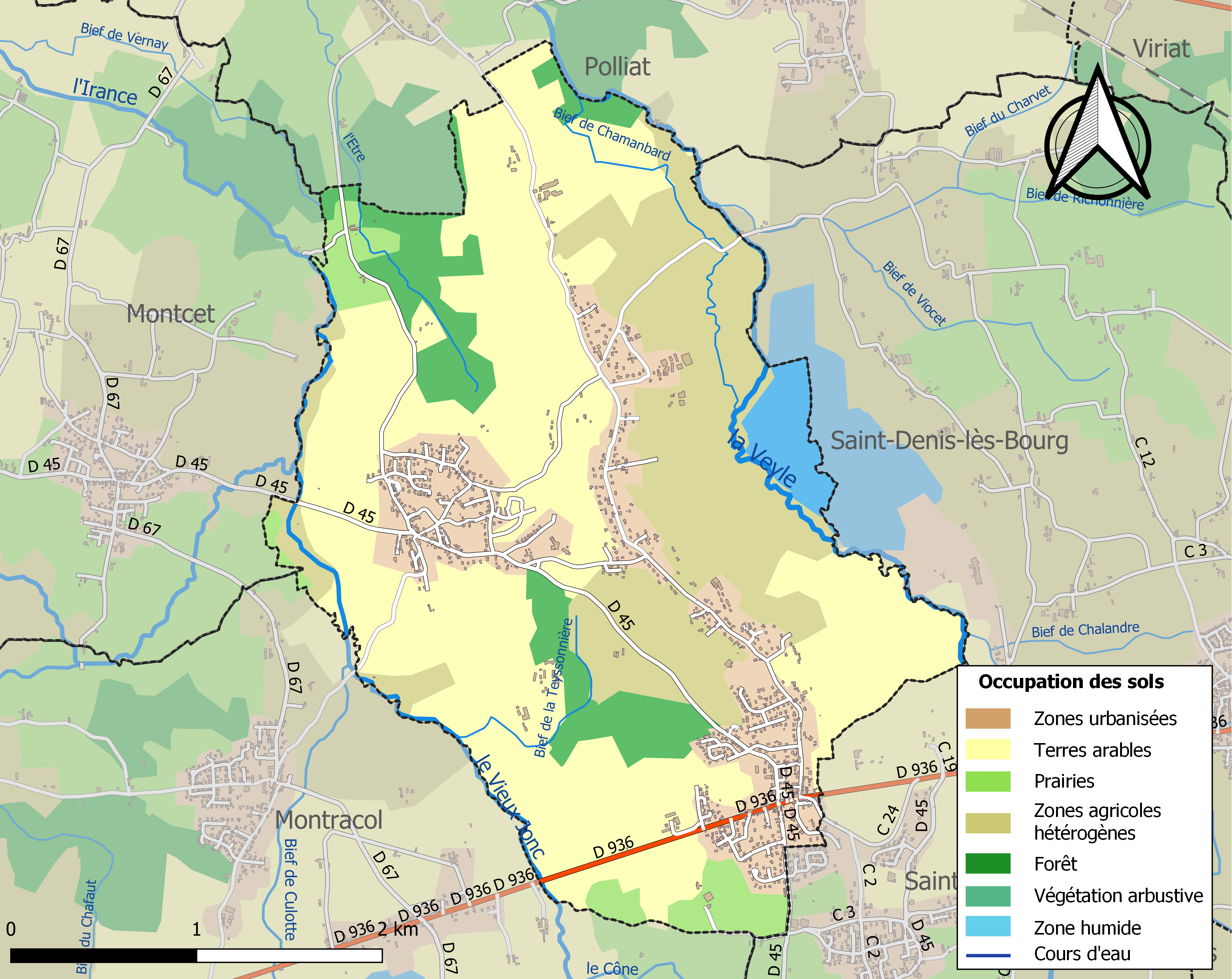
Carte des infrastructures et de l'occupation des sols de la commune en 2018 (CLC).

## Toponymie
Le nom de la localité est attesté sous les formes Bodella en 1059, Butella en 1119, Budella vers 1190, Boella 1265.
Ce toponyme d'origine celtique pourrait être rapproché du toponyme breton Bodilis formé avec le radical Bot(demeure et habitat), et un suffixe qui peut être un anthroponyme gallo-romain.

## Histoire
Paroisse (Bodella,ecclesia de Butella, de Budella, de Budellis, prioratus de Bodella, de Buella, Budelle, Bueslé, Buellas) sous le vocable de saint Martin. L'abbé de Tournus nommait à la cure.
Dès le XIe siècle, l'église de Buelle dépendait de l'abbaye de Tournus, qui en reçut confirmation, en 1059 du roi Henri Ier, en 1060 de Philippe Ier, en 1159[sic] du pape Calixte III, et, en 1179 du pape Alexandre III.
Au mois de mai 1265, Geoffroy de Chaumont vendit à Alexandre de Bâgé, fils de Renaud IV de Bâgé, sire de Bâgé, tout ce qu'il possédait dans la paroisse. En 1286, Guichard de Corgenon, damoiseau, reconnut tenir de Tournus la garde et la maison forte (maison forte de Buelle) du village de Buelle.
Dès le commencement du XIIe siècle au moins, il existait à Buelle un prieuré (prieuré de Buelle) de Bénédictins. Vers 1170, Guichard de Pontigny, archevêques de Lyon, racheta de son prieur ce que Pierre, un de ses prédécesseurs, avait aliéné à Moncel, en 1136. Ce prieuré dépendait très probablement de Tournus, mais il était détenu par les sires de Bâgé.
Alexandrine de Vienne, fille du comte de Mâcon, femme d'Ulrich II de Bâgé et mère de Renaud de Bâgé, le céda à l'abbaye de Tournus, vers 1147[sic]. Il fut depuis uni à la manse abbatiale avec le simple titre de doyenné. Le revenu de la cure consistait en la moitié des dîmes, en quelques services et dans le produit de quelques prés. Le tout, évalué en argent, s'élevait à 300 livres.

## Politique et administration

### Découpage territorial
Depuis 1979, Buellas participe au SIEPR, syndicat intercommunal d'Études Programmation Réalisations avec Bourg-en-Bresse et 13 autres communes de l'agglomération burgienne, à la suite du retrait de Ceyzeriat, Saint Just et Montagnat. Syndicat à la carte avec comme réalisations la décharge de la Tienne, le foirail, la Chambiere,  la rocade, Alimentec etc.
La loi de décentralisation du 6 février 1992 renforce la coopération intercommunale. Toutes les communes votent fin 1992 en faveur de l'intercommunalité avec des transferts de compétences dans 4 domaines : le développement économique, le service aux communes, l'aménagement et urbanisme, et l'environnement... toutes sauf Bourg-en-Bresse.
Finalement en 1995 voit le jour la C.C.B.V.B. communauté de communes du bassin de vie de Bourg-en-Bresse à 14... laquelle verra s'étendre son périmètre communal en 2017.
La commune de Buellas est maintenant membre de la communauté d'agglomération du Bassin de Bourg-en-Bresse, un établissement public de coopération intercommunale (EPCI) à fiscalité propre créé le 1er janvier 2017 dont le siège est à Bourg-en-Bresse. Ce dernier est par ailleurs membre d'autres groupements intercommunaux.
Sur le plan administratif, elle est rattachée à l'arrondissement de Bourg-en-Bresse, au département de l'Ain et à la région Auvergne-Rhône-Alpes. Sur le plan électoral, elle dépend du  canton d'Attignat pour l'élection des conseillers départementaux, depuis le redécoupage cantonal de 2014 entré en vigueur en 2015, et de la première circonscription de l'Ain  pour les élections législatives, depuis le dernier découpage électoral de 2010.

### Administration municipale

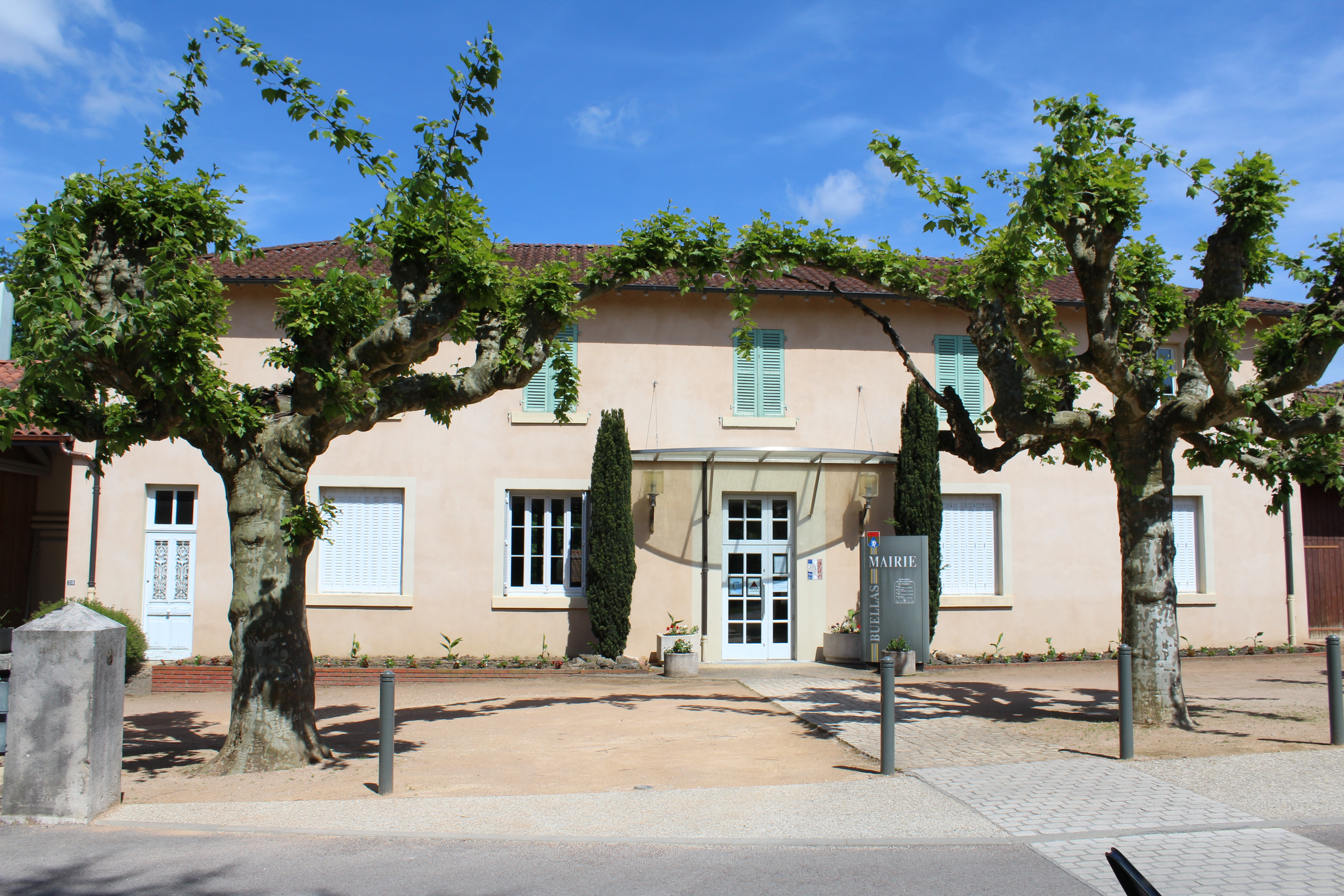
Mairie.

Depuis 1885, la commune de Buellas jouissait d'une sorte d'exception électorale, du fait du sectionnement électoral de la commune en 2 ensembles ayant chacun leur liste, à savoir le village de Buellas et celui de Corgenon, bien qu'étant dans la même commune administrative de Buellas. Les 2 demi conseils se réunissaient et élisaient leur Maire.
Après délibération du conseil municipal, et validation du conseil général de l'époque et de la Préfecture de l'Ain, les élections municipales de 1989 seront les premières avec une liste unifiée de 15 conseillers élus par la totalité des administrés de la commune. Maire depuis 1977, Jacques Chanel passe la main en 1989 à son 2ème adjoint Daniel Cretin, qui sera élu Maire le 12 mars 1989 avec 414 voix. Après 3 mandats, celui-ci se retire en 2008, et c'est Michel Chanel, déjà adjoint au Conseil, qui reprend le flambeau qu'avait porté son père Jacques.
Michel Chanel est réélu en 2014.
Lors des élections municipales françaises de 2020, le maire sortant, Michel Chanel, ne souhaite pas se représenter. Aucune liste n'est candidate, ce qui conduit à l'absence de conseil municipal ; le préfet de l'Ain institue une délégation spéciale présidée par Daniel Pobel, installée le 29 juin dans l'attente de nouvelles élections. Celles-ci sont organisées le 4 octobre de la même année. Une seule liste se présente, conduite par Michel Chanel, et est élue au premier tour avec 410 voix sur 1 359 inscrits.

### Liste des maires
| Période                                  | Période  | Identité                                   | Étiquette | Qualité                         |
| ---------------------------------------- | -------- | ------------------------------------------ | --------- | ------------------------------- |
| Les données manquantes sont à compléter. |          |                                            |           |                                 |
| 1813                                     | 1819     | Charles Agricole Nestor de La Teyssonnière |           |                                 |
| 1929                                     | 1935     | Félix Labalme                              | SE        | cultivateur                     |
| 1935                                     | 1942     | Claude Buellet                             | SE        | cultivateur                     |
| 1942                                     | 1977     | Joanny Navoret                             | SE        | employé de banque puis retraité |
| 1977                                     | 1989     | Jacques Chanel                             | SE        | agriculteur                     |
| 1989                                     | 2008     | Daniel Crétin                              | SE        | cadre supérieur agrochimie      |
| 2008                                     | En cours | Michel Chanel                              | Cap21     | agriculteur bio                 |

### Jumelage
Depuis 1990, la commune de Buellas est jumelée avec la ville roumaine de Catalina.
| Catalina (Covasna) Buellas |

## Démographie
L'évolution du nombre d'habitants est connue à travers les recensements de la population effectués dans la commune depuis 1793. Pour les communes de moins de 10 000 habitants, une enquête de recensement portant sur toute la population est réalisée tous les cinq ans, les populations de référence des années intermédiaires étant quant à elles estimées par interpolation ou extrapolation. Pour la commune, le premier recensement exhaustif entrant dans le cadre du nouveau dispositif a été réalisé en 2004.
En 2022, la commune comptait 1 884 habitants, en évolution de +6,62 % par rapport à 2016 (Ain : +5,15 %, France hors Mayotte : +2,11 %).
| 1793 | 1800 | 1806 | 1821 | 1831 | 1836 | 1841 | 1846 | 1851 |
| ---- | ---- | ---- | ---- | ---- | ---- | ---- | ---- | ---- |
| 458  | 439  | 699  | 572  | 564  | 595  | 590  | 638  | 665  |

| 1856 | 1861 | 1866 | 1872 | 1876 | 1881 | 1886 | 1891 | 1896 |
| ---- | ---- | ---- | ---- | ---- | ---- | ---- | ---- | ---- |
| 646  | 661  | 660  | 662  | 684  | 698  | 723  | 702  | 700  |

| 1901 | 1906 | 1911 | 1921 | 1926 | 1931 | 1936 | 1946 | 1954 |
| ---- | ---- | ---- | ---- | ---- | ---- | ---- | ---- | ---- |
| 670  | 683  | 660  | 599  | 628  | 615  | 633  | 690  | 674  |

| 1962 | 1968 | 1975 | 1982  | 1990  | 1999  | 2004  | 2006  | 2009  |
| ---- | ---- | ---- | ----- | ----- | ----- | ----- | ----- | ----- |
| 669  | 687  | 792  | 1 006 | 1 162 | 1 288 | 1 538 | 1 650 | 1 600 |

| 2014  | 2019  | 2022  | - | - | - | - | - | - |
| ----- | ----- | ----- | - | - | - | - | - | - |
| 1 754 | 1 812 | 1 884 | - | - | - | - | - | - |

## Culture et patrimoine

### Lieux et monuments

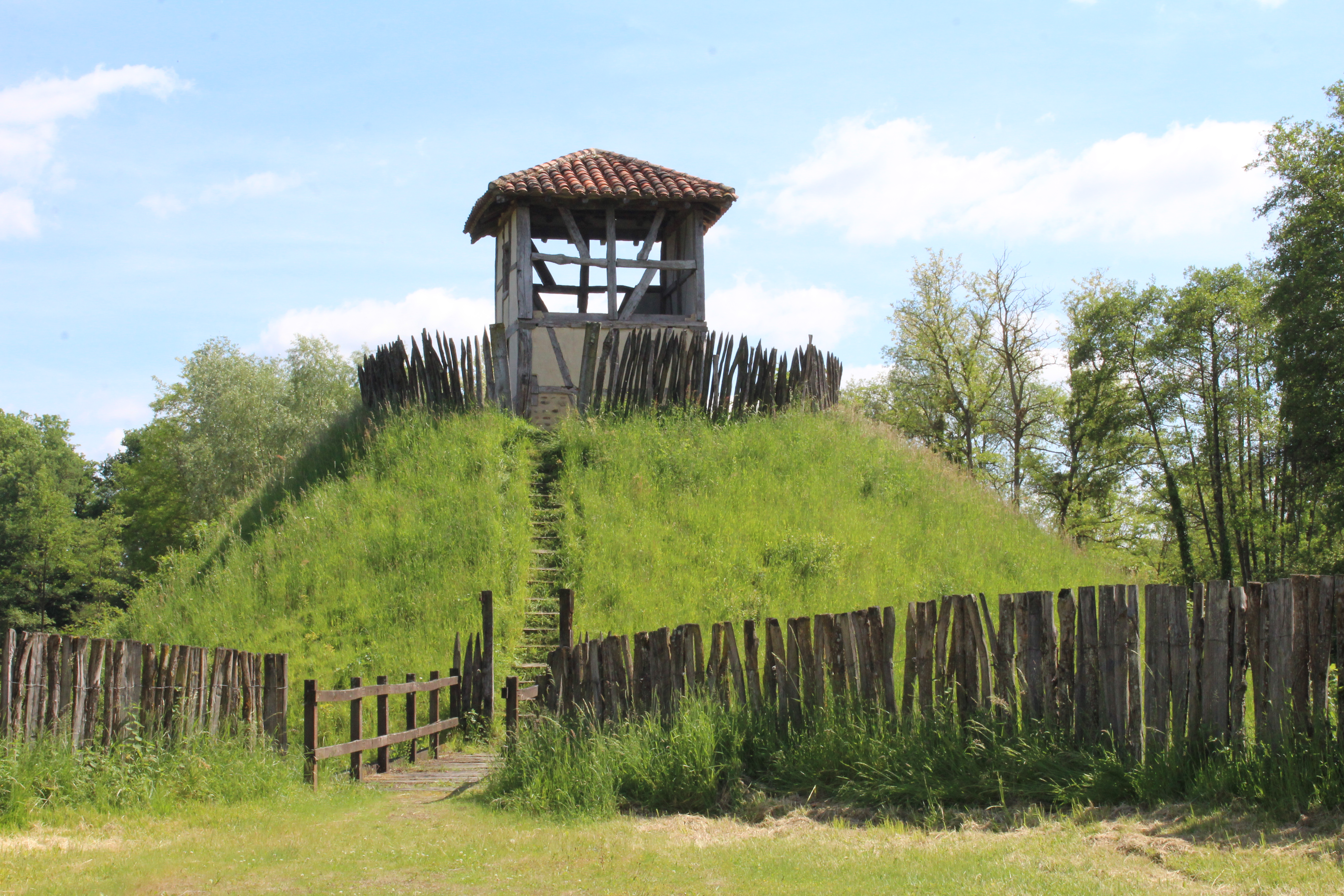
Poype des Fées.

- L'église Saint-Martin fait l’objet d’une inscription au titre des monuments historiques depuis le 7 septembre 1926[25]. À noter également, le château de La Teyssonière datant du XIXe siècle.
- Le château de la Teyssonnière, qui a longtemps appartenu à la famille éponyme, avant qu'il ne soit cédé.
- Le parc botanique de la Teyssonnière du château de la Teyssonnière est situé dans la commune.
- En direction de Montcet, la Poype des Fées reconstituée par une association de fidèles et d'historiens locaux, traduit la présence d'une vie sociale sur la commune au Moyen Âge.

### Personnalités liées à la commune
- Louis Grospierre (1927-2020), réalisateur, né à Buellas ;
- Charles Agricole Nestor de La Teyssonnière (1777-1845), ingénieur hydrographe et écrivain, concepteur du parc botanique de la Teyssonnière et maire de Buellas de 1813 à 1819 ;
- Yvon Morandat (1913-1972), homme politique et résistant, Compagnon de la Libération, né à Buellas ;
- Noël Ravassard (né en 1935), député de l'Ain de 1980 à 1988 et maire de Châtillon-sur-Chalaronne de 1989 à 2008, né à Buellas.

### Héraldique
| Blason de Buellas | Blason  | D'azur au lion d'hermine ; chapé d'or, au chef de gueules chargé à dextre d'une crosse abbatiale aussi d'or et à senestre d'une épée d'argent garnie aussi d'or. |
| Blason de Buellas | Détails | Le statut officiel du blason reste à déterminer. |